# Colomieu

Colomieu este o comună în departamentul Ain din estul Franței.